# Petar Krešimir IV.

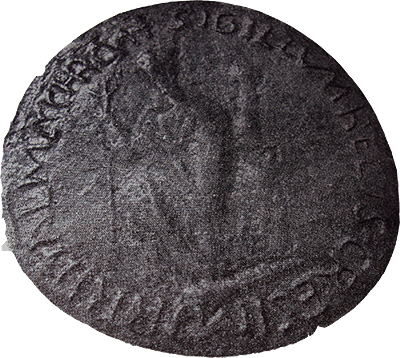
Siegel des Königs Krešimir, Herrscher von Dalmatien und Kroatien (SIGILLUM REGIS CRESIMIR RI DALMAT[C]HROA[T])

Petar Krešimir IV. (lateinisch Petrus Cresimiri; † 1074) war von 1058 bis 1074 der König der Kroaten. Er erhielt den in der kroatischen Geschichte einmaligen Namenszusatz „der Große“, da das mittelalterliche Kroatien unter seiner Herrschaft seine größte Ausdehnung erreichte.
Krešimir war der letzte Herrscher aus der Trpimirović-Dynastie in direkter Linie; ihm folgten noch sein Vetter und sein Neffe. Sein Hofstaat befand sich sowohl in Nin als auch in Biograd na Moru.

## Leben und Wirken

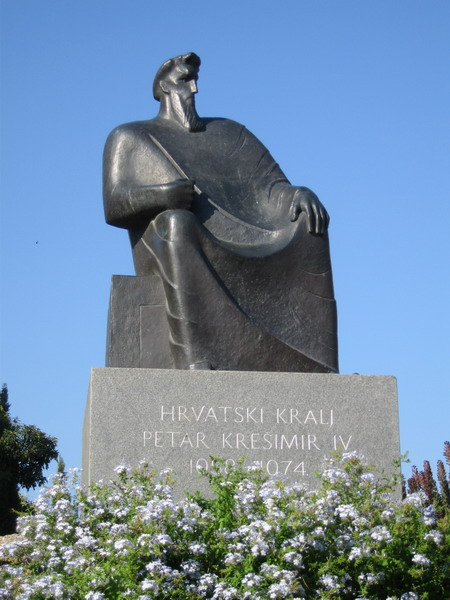
Statue von Petar Krešimir IV. in Šibenik

### Religionspolitik
Krešimir war Nachfolger von Stjepan I., der im Jahr 1058 starb. Er stand unter dem Einfluss vom Papst Nikolaus II. Im Jahr 1059 wurde die Kirche in Kroatien in Anlehnung an den römischen Ritus reformiert. Dies war hinsichtlich des Schismas von 1054 und der Treue zu Rom von Bedeutung.
Krešimir IV. und der Hochadel unterstützten den Papst und die römisch-katholische Kirche.
Der rangmäßig „einfachere“ Adel und der Klerus waren jedoch weniger reformbereit. Die kroatische Priesterschaft war eher dem byzantinischen Orientalismus zugeneigt. Sie trugen lange Bärte und lehnten den Zölibat ab.
Die heiligen Messen wurden in Kirchenslawisch sowie der Glagolitza gehalten, obwohl der Papst die lateinische Schrift und das Latein wünschte. Dies war im Jahr 1063 der Grund für die Rebellion eines Teils des Klerus gegen die Liturgie in lateinischer Sprache. Bei einer Synode wurden die Rebellen jedoch zu Häretikern erklärt und exkommuniziert. Krešimir IV. unterstützte diese Entscheidung des Vatikans.
Unter der Herrschaft von Krešimir entwickelten sich insbesondere Städte wie Biograd na Moru, Nin, Karin, Skradin und Šibenik. Er ließ auch mehrere Klöster erbauen und schenkte der Kirche zahlreiche Ländereien. Im Jahr 1066 ließ er das Kloster der Hl. Maria in Zadar errichten. Gründerin war seine Cousine Čika. Das Kloster ist bis heute das älteste Gebäude der Stadt.

### Territoriale Politik

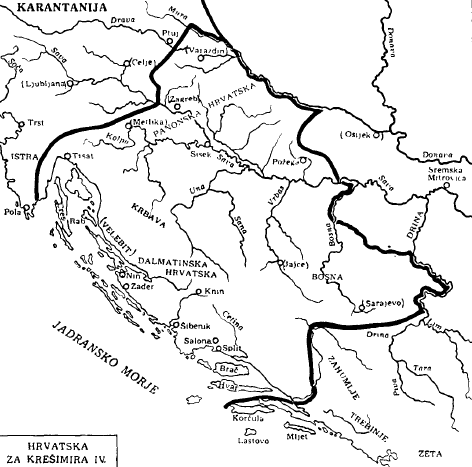
Territorium Kroatiens während der Regierungszeit Petar Krešimirs

Krešimir IV. erweiterte Kroatien sowohl entlang der adriatischen Küste als auch im Landesinneren.
Er ernannte Dmitar Zvonimir zum Ban von Slawonien. Es gelang ihm, seinen Einfluss auch auf die Gebiete des südlichen Dalmatiens Duklien, Zahumlje und Travunien sowie das östlich gelegene Bosnien auszudehnen.
Das kroatische Königreich erstreckte sich zu jener Zeit zwischen den Flüssen Raša und Drina sowie der Drava und der Neretva.
Im Jahr 1069 schenkte er die nahe Nin gelegene Insel Maun dem Kloster St. Krševan in Zadar aus Dankbarkeit für die „Erweiterung des Königreiches zu Lande und zur See mit der Gnade des allmächtigen Gottes“ (quia Deus omnipotenus terra marique nostrum prolungavit regnum).
In überlieferten Dokumenten pflegte Krešimir IV. auch stets „unsere eigene Insel, die sich in unserer Dalmatinischen See befindet und Maun genannt wird“ (nostram propriam insulam in nostro Dalmatico mari sitam, que vocatur Mauni) zu betonen.
Im Jahr 1072 sandte der König militärische Unterstützung an die Bojaren von Makedonien, die gegen Byzanz an der Seite der Kroaten von Duklien kämpften.

### Beziehungen zu Byzanz und den Normannen
Krešimir IV. wurde vom Byzantinischen Reich mit dem Titel Proconsul oder Eparch sowie als der regnum Dalmatiae et Chroatia (König von Dalmatien und Kroatien) anerkannt.
Im November 1075 griffen die Normannen unter der Führung von Amico aus dem heutigen Süditalien an. Amico belagerte Rab, ohne jedoch die Insel einnehmen zu können. Es gelang ihm jedoch, den kroatischen König an einem nicht näher bekannten Ort gefangen zu nehmen. Um wieder freigelassen zu werden, musste Krešimir unter anderem die Städte Zadar, Split und Trogir an die Normannen abtreten. Etwa ein Jahr später gelang es der Republik Venedig, die Normannen zu vertreiben und diese Städte ihrem Gebiet einzuverleiben.

### Tod
Gegen Ende seiner Regentschaft hatte Krešimir keine Söhne mehr, nur noch seine Tochter Neda. Seine eigenen Brüder waren ebenfalls verstorben. Sein Ende bedeutete somit faktisch das Ende der Trpimirović-Dynastie, die seit zwei Jahrhunderten die Herrscher Kroatiens stellte. Krešimir designierte Dmitar Zvonimir zu seinem Nachfolger.
Im Jahr 1075 wurde Krešimir in der Kirche des hl. Stephan (Kloster Sveti Stjepan bei Split) bestattet. Hier lagen auch weitere Könige und Fürsten Kroatiens bestattet. Diese Kirche und die Gräber wurden einige Jahrhunderte später von osmanischen Soldaten zerstört und die Mönche, die über die Grabstätten wachten, ermordet, so dass nichts mehr davon übrig blieb.

## Sonstiges
Nach ihm wurde das Flugkörperschnellboot RTOP – Petar Krešimir IV. benannt.